# Мајами Лејкс (Флорида)
Мајами Лејкс (енгл. Miami Lakes) град је у америчкој савезној држави Флорида. По попису становништва из 2010. у њему је живело 29.361 становника.

## Демографија
Према попису становништва из 2010. у граду је живело 29.361 становника, што је 6.685 (29,5%) становника више него 2000. године.
| Група             | 2000.          | 2010.          |
| Белци             | 6.362 (28,1%)  | 4.227 (14,4%)  |
| Афроамериканци    | 635 (2,8%)     | 963 (3,3%)     |
| Азијати           | 500 (2,2%)     | 429 (1,5%)     |
| Хиспаноамериканци | 15.083 (66,5%) | 23.826 (81,1%) |
| Укупно            | 22.676         | 29.361         |